# 設備投資

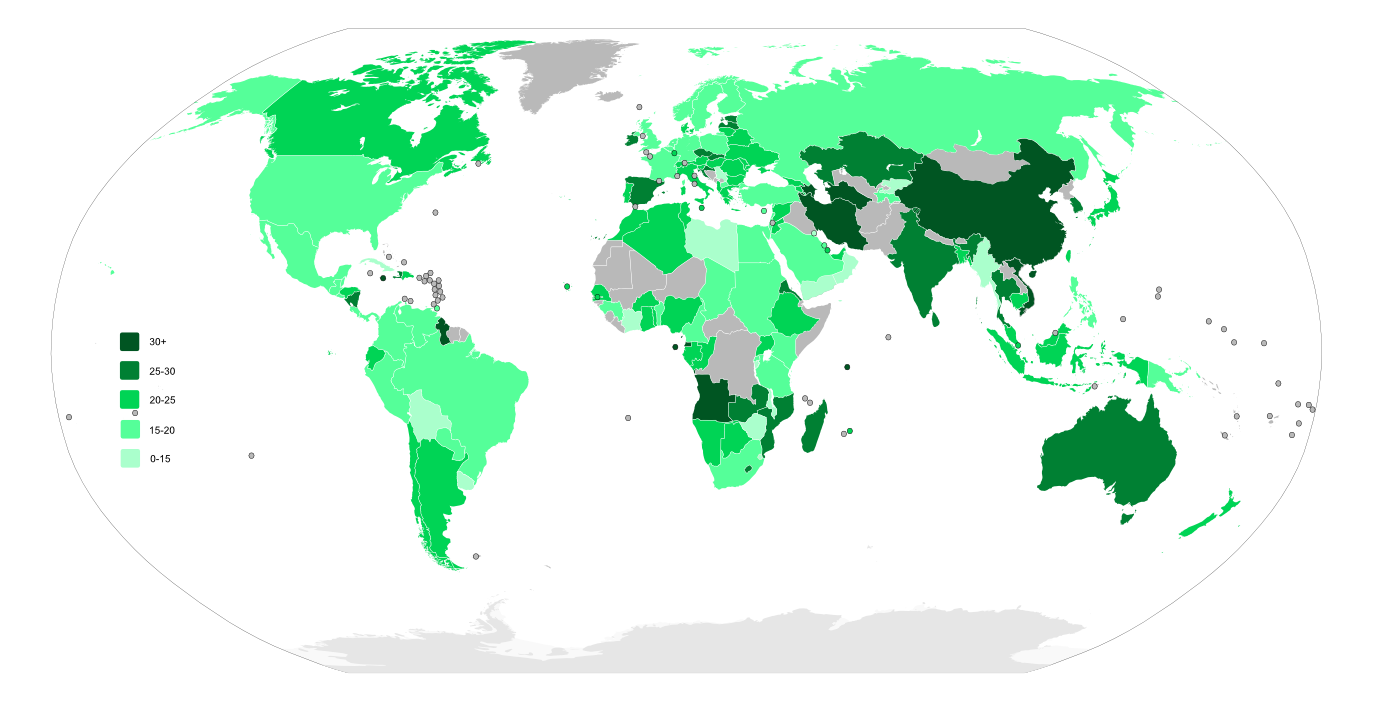
各国の投資がGDPに占める割合

設備投資（せつびとうし）とは、企業が事業に用いる設備に対して行う投資のこと。国内総生産を構成する主要な要素の一つであり、景気に与える影響が大きい。

## 概要
投資対象となる設備は、有形固定資産（長期にわたって利用する資産のうち、半導体製造装置などの生産を行うための機械、事業所・店舗などの建物、搬送用の車輌、工具備品など）と、無形固定資産（長期にわたって利用する資産のうち、ソフトウェアや電話加入権、特許・商標権など）とに分かれる。
設備投資を論ずる場合、有形固定資産を指すケースが多かったが、ITバブルの頃から無形固定資産（主としてITへの投資）にも注目が集まるようになってきた。

## マクロ経済に与える影響

### 供給面
設備投資は、工場や船などの資本ストックを増加させ、経済の生産力を高める。資本装備が増加することで、労働生産性が上昇し、潜在成長率を高めることが出来る。

### 需要面
設備投資は、投資額が乗数効果によってより大きな消費となるため、経済の需要を高める。需要の増大は、設備投資による生産増大を正当化し、需給が共に伸びる黄金状態をもたらす。設備投資が乗数効果を持つのは以下の理由があるからである。
投資する事業会社にとっては投資キャッシュ・フローが赤字になるだけで、会計上は減価償却を行い赤字にならない。一方で設備や工場を販売した側にとっては売り上げとなり、従業員の給与や会社の利益となる。このように社会全体で見て会計上の利益が投資によって増大する。そのために、経済全体が活気付き消費が増大するのである。
一方で、設備投資が低調になるとキャッシュフローは黒字でも、会計上の利益が出ない場合があり、経済全体が停滞する。

## 使われ方
設備投資は、景気動向を判断するための指標としたり、設備投資計画と企業収益などから投資意欲をみるために使われたりする。統計で設備投資を見る際には、統計によって調査対象範囲が違う、土地購入費の取り扱いが違うなどの差がある。

## 調査統計
- 民間企業資本ストック（内閣府）
- 機械受注統計（内閣府）
- 設備投資調査（経済産業省）
- 企業短期経済観測調査（日本銀行）
- 中小製造業設備投資動向調査（日本政策金融公庫）